# Donaghcloney
Donaghcloney (Iers: Domhnach Cluana) is een plaats in het Noord-Ierse district Craigavon. Donaghcloney telt 963 inwoners. Van de bevolking is 93,5% protestant en 4% katholiek.

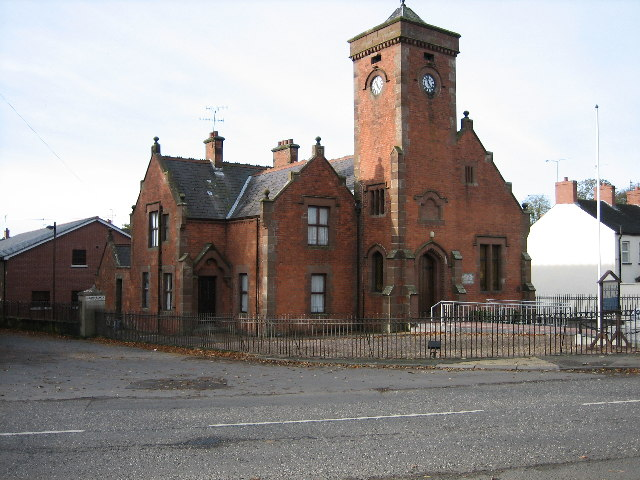
Kerk